# Kettering
 For alternative betydninger, se Kettering (flertydig). (Se også artikler, som begynder med Kettering)
Kettering er en by i North Northamptonshire unitary authority (købstadskommune), oprettet 1. april 2021 ved sammenlægning af fire kommuner, og indtil 31. marts 2021 i Kettering-distriktet, Northamptonshire, England, som havde et indbyggertal (pr. 2015) på 58.162. Distriktet havde et befolkningstal på 99.002 (pr. 2015). Byen ligger 107 km fra London. Den nævnes i Domesday Book fra 1086, hvor den kaldes Cateringe.